# Pinnow (Mecklenburg-Elő-Pomeránia)
Pinnow település Németországban, Mecklenburg-Elő-Pomeránia tartományban. Lakosainak száma 2042 fő (2023. december 31.). Pinnow Gneven, Crivitz, Sukow, Raben Steinfeld és Leezen községekkel határos.

## Népesség
A település népességének változása:
| Lakosok száma | 1944 | 1929 | 2025 | 2038 | 2042 |
|               | 2017 | 2019 | 2021 | 2022 | 2023 |